# Grosser Preis des Kantons Aargau 1981
Il Grosser Preis des Kantons Aargau 1981, diciottesima edizione della corsa, si svolse il 1º agosto su un percorso di 201,6 km, con partenza e arrivo a Gippingen. Fu vinto dallo svizzero Daniel Gisiger della Cilo-Aufina davanti al belga Philip Vandeginste e all'italiano Luciano Rui. Si trattò della prima vittoria di un ciclista svizzero nella storia di questa competizione.

## Ordine d'arrivo (Top 10)
| Pos. | Corridore           | Squadra                     | Tempo    |
| ---- | ------------------- | --------------------------- | -------- |
| 1    | Daniel Gisiger      | Cilo-Aufina                 | 4h46'04" |
| 2    | Philip Vandeginste  | Eurobouw                    | s.t.     |
| 3    | Luciano Rui         | Hoonved-Bottecchia-Herdal   | s.t.     |
| 4    | Patrick Perret      | Peugeot-Esso-Michelin       | s.t.     |
| 5    | Robert Millar       | Peugeot-Esso-Michelin       | a 24"    |
| 6    | Marcel Summermatter | Sem-France-Loire-Campagnolo | a 0"     |
| 7    | Henry Rinklin       | Puch-Wolber-Campagnolo      | a 1'45"  |
| 8    | Marc Van Geel       | Safir-Ludo-Galli            | s.t.     |
| 9    | Jean-Marie Grezet   | Cilo-Aufina                 | s.t.     |
| 10   | Fiorenzo Aliverti   | Hoonved-Bottecchia-Herdal   | s.t.     |